# Ragtime Jazz Band (album)
Ragtime Jazz Band, The – jedyny album polskiego zespołu Ragtime Jazz Band, grającego jazz tradycyjny. Była to siódma płyta wydana w serii Polish Jazz.
Nagrania zarejestrowano w Warszawie w lutym 1966. LP został wydany w 1966 przez Polskie Nagrania „Muza” w wersji monofonicznej XL 0309 (matryce M-3 XW-627, M-3 XW-628) i wersji stereofonicznej SXL 0309 (S-3 XW-627, S-3 XW-628).  Reedycja na CD ukazała się w 2006 (PNCD 1007).

## Muzycy
- Władysław Dobrowolski – kornet, lider
- Jerzy Galiński – klarnet
- Dymitr Markiewicz – puzon
- Mieczysław Mazur – fortepian
- Alfred Baranowski – banjo
- Andrzej Jastrzębski – tuba
- Jerzy Dunin-Kozicki – perkusja
- Hans Carling – trąbka (1, 2, 5, 6, 8, 9, 10, 12, 13)

## Lista utworów
Strona A
| 1. | „Ragtime’owy chłopiec” (Dymitr Markiewicz) | 3:50  |
|    |                                            |       |
| 2. | „Kalosz” (Władysław Dobrowolski)           | 2:50  |
|    |                                            |       |
| 3. | „Ragtime-szczypawka” (Mieczysław Mazur )   | 1:35  |
|    |                                            |       |
| 4. | „Bonga bonga” Dymitr Markiewicz)           | 3:05  |
|    |                                            |       |
| 5. | „W ciemnym pokoju” (Władysław Dobrowolski) | 4:10  |
|    |                                            |       |
| 6. | „Beczka śmiechu” (Dymitr Markiewicz)       | 3:40  |
|    |                                            |       |
| 7. | „U cioci na imieninach” (Mieczysław Mazur) | 2:25  |
|    |                                            |       |
|    |                                            | 21:35 |
|    |                                            |       |
Strona B
| 8.  | „Dziurawy parasol” (A Skorupka)              | 2:50  |
|     |                                              |       |
| 9.  | „Ragtime na dwie ręce” (Mieczysław Mazur)    | 2:00  |
|     |                                              |       |
| 10. | „Na trampolinie” ” (Władysław Dobrowolski)   | 3:35  |
|     |                                              |       |
| 11. | „Zakład wiewiórki” ” (Mieczysław Mazur)      | 1:25  |
|     |                                              |       |
| 12. | „Mr. Carling” (Dymitr Markiewicz)            | 3:00  |
|     |                                              |       |
| 13. | „Spacer po Targówku” (Władysław Dobrowolski) | 3:25  |
|     |                                              |       |
| 14. | „Etiuda ragtime’owa” (Mieczysław Mazur)      | 2:10  |
|     |                                              |       |
| 15. | „Jubileusz” (Dymitr Markiewicz)              | 3:30  |
|     |                                              |       |
|     |                                              | 21:55 |
|     |                                              |       |

## Informacje uzupełniające
- Reżyser nagrania – Wojciech Piętowski
- Inżynier dźwięku – Halina Jastrzębska
- Projekt okładki – Rosław Szaybo
- Zdjęcia – Marek Karewicz
- Omówienie (tekst na okładce) – Józef Balcerak